# إيرين هيل
إيرين هيل Erin Hill هي عازفة هارب ومغنية وكاتبة أغاني وعازفة متعددة الآلات وممثلة أمريكية. حقق ألبومها السلتي رقم 1 على قائمة بيلبورد للموسيقى العالمية  وقد لعبت وغنت مع كاني ويست، سيندي لوبر، موبي، سينياد أوكونور، إنيا، آها، راندي نيومان، جويل، جوش جروبان، و والعديد من المشاهير الآخرين، بالإضافة إلى هيلاري كلينتون، وميشيل أوباما، والعائلات الملكية. 

## روابط خارجية
- الموقع الرسمي
- إيرين هيل في قاعدة بيانات الأفلام على الإنترنت
- إيرين هيل في قاعدة بيانات برودواي على الإنترنت